# Ковальков, Николай Александрович
 Николай Александрович Ковальков  (30 сентября 1851 — после 1927) — Генерал-лейтенант, в период с 1891 по 1896 год — штаб-офицер для особых поручений при командире Отдельного корпуса жандармов.

## Биография
Родился 30 сентября 1851 года. Происходил из дворян Нижегородской губернии. Сын гофмейстера Александра Александровича Ковалькова и фрейлины Юлии Владимировны Адлерберг. В 1869 году поступил в младший класс Пажеского корпуса. 11 августа 1871 года произведен в корнеты Кавалергардского полка. В 1875 году произведен в поручики, в 1877 году в штабс-ротмистры, а в 1878 году назначен заведующим полковой учебной командой.
В 1880 году произведён в ротмистры. С 2 апреля 1881 года по 6 мая 1889 года командовал 2-м эскадроном. В том же году произведён в полковники. 24 апреля 1890 года зачислен в запас гвардейской кавалерии, с прикомандированием к лейб-гвардейскому Павловскому полку. 12 сентября 1891 года вновь определён на службу штаб-офицером для особых поручений при командире Отдельного корпуса жандармов, с зачислением по гвардейской кавалерии.
В 1896 году переведён в лейб–Московский драгунский полк. В 1898 году прикомандирован к Сумскому драгунскому полку.
19 сентября 1898 года назначен командиром 42 Митавского драгунского полка. 21 июня 1900 года произведён в генерал-майоры, с назначением командиром 2-й бригады 12-й кавалерийской дивизии. 1 ноября того же года назначен командиром 1-й бригады 14-й кавалерийской дивизии.
В 1907 году отправлен в отставку в чине генерал-лейтенанта. 22 апреля 1914 года в том же чине возвращён на службу.
С 22 апреля 1914 года состоял в распоряжении командующего войсками Варшавского военного округа (командующий округом - генерал Жилинский).
После революции находился в эмиграции в Польше. В 1927 году состоял членом союза Русских военных инвалидов.
С 1880 года был женат на дочери Эстляндского дворянина Константина Карловича Баранова, Анне Константиновне, от которой имел сына Николая (1887). Вторым браком был женат на потомственной дворянке Марии Ивановне Писаревой и от неё имел сына Вячеслава (1904).

## Награды
Ордена: Св. Станислава 3-й ст. (1879); Св. Анны 3-й ст. (1882); Св. Станислава 2-й ст. (1885); Св. Анны 2-й ст. (1888); Св. Владимира 4-й ст. (1893); Св. Владимира 3-й ст. (1904); Св. Станислава 1-й ст. (ВП 29.03.1915); Св. Анны 1-й ст. (ВП 05.04.1915).
Иностранные ордена: Черногорский Кн. Даниила I 4-й ст. (1886).